# Farmacogenetica
La farmacogenetica è una branca emergente della farmacologia che si occupa dei fattori genetici ereditari che creano differenze tra le persone nell'azione dei farmaci. Questa branca applica le nuove conoscenze, specialmente di genetica molecolare e di genetica  di popolazione.
Dal Progetto Genoma sappiamo infatti che il DNA è identico in tutti gli individui per il 99,9 %, ma il restante 0,1% fa sì che ognuno di noi sia diverso dagli altri, con una variabilità di una base ogni mille tra individui diversi. Poiché ciò che cambia è un singolo nucleotide, queste variazioni sono individuali, cioè un polimorfismo a singolo nucleotide (o SNPs). Sono già noti più di 2 milioni di questi SNPs ed esistono mappe di SNPs molto dettagliate, cioè mappe di come gli SNPs sono posizionati nel nostro DNA.
Questa variabilità naturale delle sequenze di DNA determina effetti diversi: nella farmacogenetica si studia come queste differenze determinino risposte diverse ai farmaci e come queste informazioni possano essere sfruttate per poter realizzare una terapia che tenga conto dell'unicità del genoma.
Grazie a questi studi si passerà da una farmacologia basata sulla malattia ad una terapia personalizzata basata sul corredo genetico del singolo individuo. Personalizzare la cura significherà, per esempio, prevedere e quindi evitare gli effetti collaterali, garantendo una migliore e più mirata efficacia del farmaco.
Un piccolo prelievo di sangue, o addirittura di saliva, saranno sufficienti a fornire al medico tutte le informazioni necessarie.
Quindi la farmacogenetica studia:
- la variabilità genetica della risposta individuale o di popolazione ai farmaci
- la modulazione dell'espressione genica indotta dai farmaci
- l'identificazione di nuovi target farmacologici sulla base della conoscenza dell'informazione genetica.